# Минданао (море)
Море Минданао (също Бохолско море)(на английски: Mindanao sea) е междуостровно море на Тихия океан разположено в южната част на Филипинския архипелаг. Простира се между островите Негрос и Себу на северозапад, Бохол на север, Лейте на североизток и Минданао на изток, юг и югозапад. На северозапад чрез протока Таньон се свързва с море Висаян, на север чрез протоците Бохол и Канигао – с море Камотес, на североизток чрез протока Суригао – с Филипинско море, а на запад – с море Сулу.
Дължина от североизток на югозапад 240 km, ширина до 180 km, площ 21 хил.km2. Максимална дълбочина 1828 m в северната му част. Бреговете му са предимно планински, стръмни и силно разчленени. На юг по крайбрежието на остров Минданао са разположени заливите Илиган, Макалахар, Хингоог и Бутуан. В централната му част се издига остров Камигин с действащия вулкан Хибокхибок (1713 m), в западната му част – остров Сикихор, а в крайната североизточна част – остров Панаон. Средната годишна температура на водата е над 28 °C, соленост около 34‰. Преобладаващите течения са съсзападно направление и скорост до 2 km/h. Приливите са неправилни полуденонощти с височина над 2 m. Край бреговете му има множество коралови рифове. Най-големи пристанища: Бутуан, Кагаян де Оро, Илиган, Орокета (на о. Минданао), Думагете (на о. Негрос), Сикихор (на о. Сикихор), Тагбиларан (на о. Бохол), Маасин (на о. Лейте).